# KG United Biszkek
KG United Biszkek (kirg. Футбол клубу «КГ Юнайтед» Бишкек) – kirgiski klub piłkarski, mający siedzibę w stolicy kraju, mieście Biszkek.

## Historia
Chronologia nazw:
- 2012: FC-96 Biszkek (ros. «ФЦ-96» Бишкек)
- 2014: Manas Tałas (ros. «Манас» Талас)
- 2015: KG United Biszkek (ros. «КГ Юнайтед» Бишкек)

Piłkarski klub FC-96 został założony w miejscowości Biszkek w roku 2012 przez Federacji Futbolu Kirgiskiej Republiki (FFKR) dla przygotowania reprezentantów Kirgistanu U-17. W podstawowym składzie grali zawodnicy rocznika 1996. W 2012 zespół zajął ostatnie miejsce w rozgrywkach Pierwszej Ligi Kirgistanu. W 2013 klub zgłosił się do rozgrywek Wyższej Ligi. W 2014 został przeniesiony do Tałasu i zmienił nazwę na Manas Tałas. Sezon 2014 był najgorszym sezonem - w 20 meczów zespół zdobył 7 goli i stracił 107. Zatem różnica zdobytych i straconych bramek wyniosła -100. Ta różnica była absolutnym rekordem w historii mistrzostw Kirgistanu. W 2015 klub wrócił do Biszkeku i przyjął nazwę KG United Biszkek. Zespół startował w rozgrywkach Pucharu Kirgistanu, gdzie dotarł do 1/8 finału. W mistrzostwach zakończył rozgrywki na 6.pozycji. Jednak w 2016 z powodów finansowych klub nie zgłosił się do rozgrywek.

## Sukcesy

### Trofea międzynarodowe
Nie uczestniczył w rozgrywkach azjatyckich (stan na 31-12-2015).

### Trofea krajowe
| \| \| Zdobyte trofea w rozgrywkach Kirgistanu (stan na: 31-12-2015) \| |                                                               |      |          |
| Rozgrywki                                                              | Osiągnięcie                                                   | Razy | Sezon(y) |
| Mistrzostwo                                                            | I miejsce                                                     | 0    |          |
| Mistrzostwo                                                            | II miejsce                                                    | 0    |          |
| Mistrzostwo                                                            | III miejsce                                                   | 0    |          |
| Mistrzostwo                                                            | 6.miejsce                                                     | 1    | 2015     |
| Puchar                                                                 | zdobywca                                                      | 0    |          |
| Puchar                                                                 | finalista                                                     | 0    |          |
| Puchar                                                                 | 1/8 finału                                                    | 1    | 2015     |
| II liga                                                                | I miejsce                                                     | ?    |          |
| II liga                                                                | II miejsce                                                    | ?    |          |
| II liga                                                                | III miejsce                                                   | ?    |          |
| Kirgistan                                                              | Zdobyte trofea w rozgrywkach Kirgistanu (stan na: 31-12-2015) |      |          |

## Stadion
Klub rozgrywa swoje mecze domowe na stadionie Futbolnyj Centr FFKR w Biszkeku, który może pomieścić 1000 widzów.